# Trichogramma aurosum
Trichogramma aurosum is een vliesvleugelig insect uit de familie Trichogrammatidae. De wetenschappelijke naam is voor het eerst geldig gepubliceerd in 1976 door Sugonjaev & Sorokina.